# Дмитриев-Мамонов, Фёдор Иванович
Фёдор Иванович Дмитриев-Мамонов (род. 12 февраля 1728 г. в Москве — ум. 27 марта 1805 г. там же) — русский писатель-вольнодумец, бригадир, коллекционер. Помещик Московской губернии. Его отец — Иван Ильич-младший — был капитаном гвардии (умер в 1732), мать — Аграфёна Автономовна.

## Биография
Получив хорошее домашнее образование (будет знать французский и немецкий языки), записан солдатом в 1739 году в Лейб-гвардии Семёновский полк, в 1741 Мамонов получает чин капрала, живя в Санкт-Петербурге. Начал службу в том же полку в 1751 году прапорщиком, в 1753 году вышел в отставку. Продолжил службу в Нарвском пехотном полку, с 1753 – подпоручик, с 1755 – поручик, с 1758 — капитан-поручик. В 1762 произведён в полковники и назначен командиром в Нарвский 3-й пехотный полк, в 1765 году — в чине бригадира вышел в отставку.

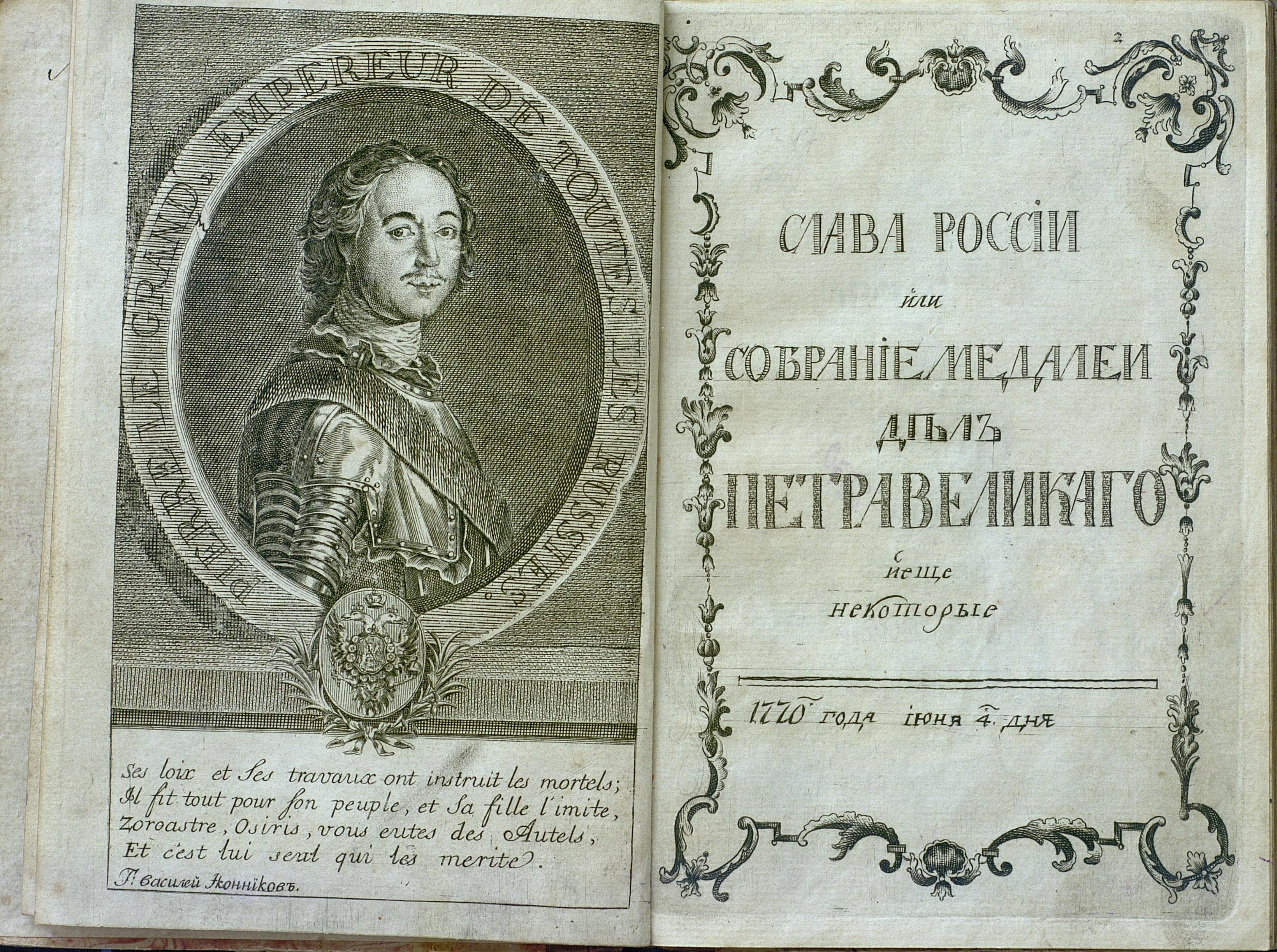
«Слава России или Собрание медалей дел Петра Великого и еще некоторые», издание Дмитриева-Мамонова 1770 года. (титульный лист)

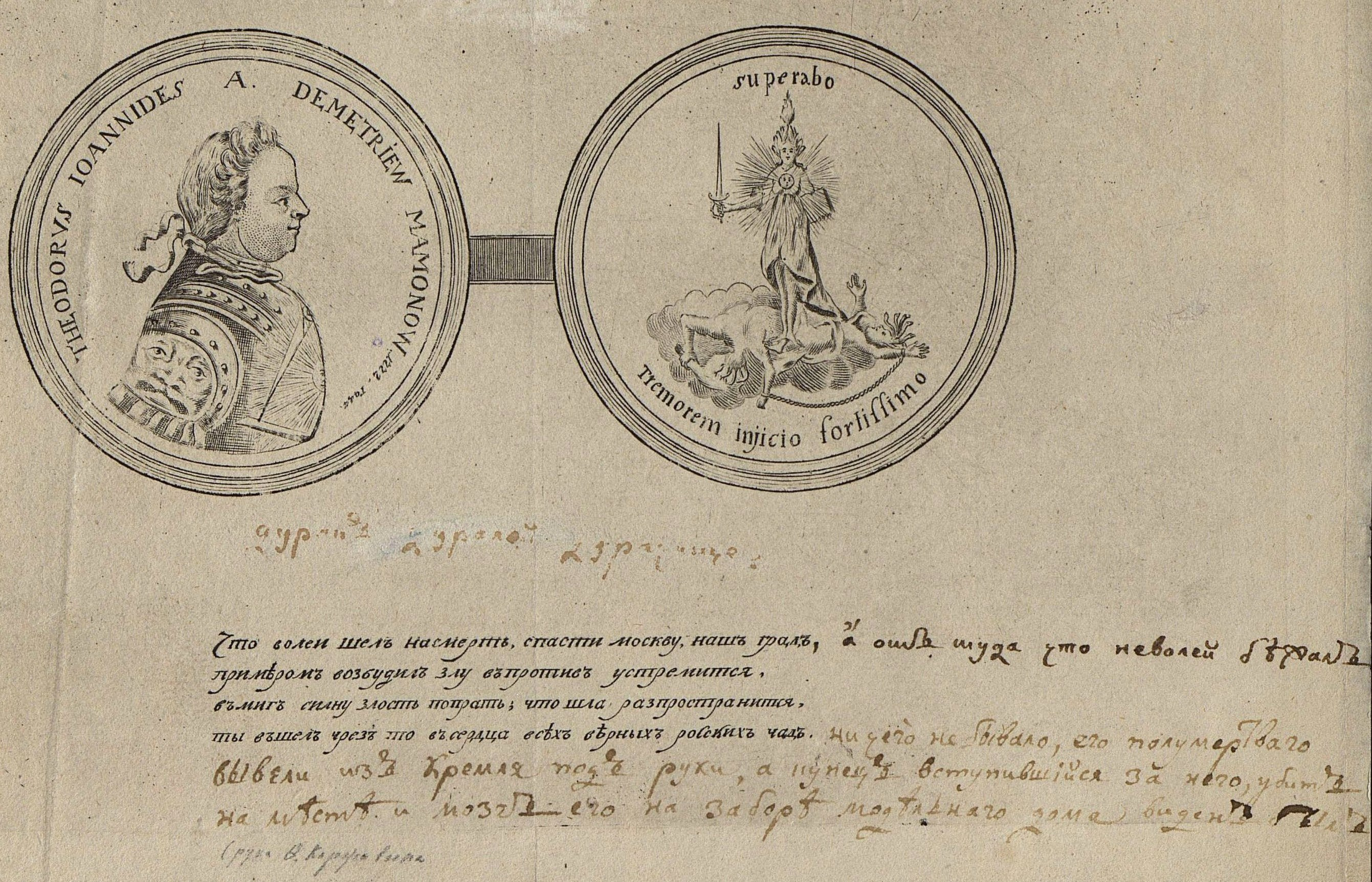
Памятная медаль 1772 года, выпущенная Дмитриевым-Мамоновым в честь себя в связи с его участием в подавлении чумного бунта в Москве в 1771 г. (гравюра XVIII века с эпитафией и более поздним комментарием современника)

Поселился Мамонов в Москве и занимался собиранием различных редкостей, монет и памятников старины. На основе его коллекции возник музей в доме на Мясницкой. Попытка устроить публичный бесплатный музей в своем особняке в Москве в 1773 году дошла до Сената, который запретил печатать рекламу музею. Издал в 1770 году каталог своей коллекции медалей. Нумизматическую коллекцию он позже передал Московскому университету.
В 1771 году во время чумы в Москве содействовал усмирению возникшего там бунта. Мамонов прибыл с двумя слугами в Кремль в Чудов монастырь, захваченный восставшими, и попытался призвать к порядку толпу, которая за это закидала его камнями и проломила ему камнем голову. Его спас слуга, вынеся господина из Кремля через Никольские ворота. Этот эпизод с ранением отмечен кем-то из современников на листе с гравюрой памятной медали, которую в честь себя выпустил Мамонов в 1772 году (в связи с подавлением чумного бунта).
Затем переехал и до последних дней своих жил в деревне (в районе сельца Бараново в Подмосковье), где написал несколько книг, опубликованные под псевдонимом «Дворянина-философа». На досуге также занимался историей, астрономией, философией. Был сторонником гелиоцентрического учения Коперника.
На литературном поприще Ф. И. Дмитриев-Мамонов выступил уже в зрелом возрасте и со значительной начитанностью, в 1769, издав в Москве свой перевод поэмы Лафонтена «Любовь Психеи и Купидона», на сюжет которой впоследствии И. Ф. Богданович написал свою стихотворную повесть «Душенька».
Является автором антиклерикального памфлета «Дворянин-философ. Аллегория» (1769), свидетельствующего о влиянии на него философии Вольтера. В царствование Павла I это сочинение, перепечатанное отдельно и изданное в Смоленске (1796), подверглось гонению и конфискации из книжных лавок, вследствие чего сейчас представляет большую библиографическую редкость. Почти каждое рукописное сочинение Дмитриев-Мамонов отмечал выпуском памятной медали.
Современники отмечали беспредельную манию величия у Ф. И. Дмитриева-Мамонова. Так, он пытался создать собственную теорию мироздания. Считал себя — «сочинителем новой системы мира» . В 1779 году издал гравированный лист с её описанием, состоявшей в том, что «идут и солнце, и земля и (вопреки Копернику) нет вихрей: понеже не допускали бы странствующих комет приходить и отходить».
Был одним из самых ярких оригиналов своего времени, он отдал дань исторической хронологии, переводам римских поэтов, переложению псалмов (состязаясь с Ломоносовым и Тредиаковским), математическим расчётам, химическим опытам, пытался изучать историю Китая.
Имел многих почитателей, в числе которых священник Василий Соловей написал в его честь и издал в Москве даже особый «Панегирик» с гравированным портретом бригадира. Такие же портреты были изданы в 1772 и 1773 гг. на проектах медалей в честь Дмитриева-Мамонова. Цитата из «Панегирика» В.И.Соловей: «Он может писать и говорить на разных диалектах проворно, ясно и безогрешительно; в натуральной истории искусен, в нем можно найтить хорошего математика и изрядного философа. География и историография у него всегда пред очами; ему и химические правилы и опыты не неизвестны; знает вкус и силу в живописи; но при всех превосходнейших оных его знаниях в нем еще высокий дух поэзии обитает»
.
Его чудачества в конечном итоге привели к почти полному разорению всех его имений. Современники приписывают Дмитриеву-Мамонову жестокое обращение с крепостными, и его поступки, эпатировавшие публику, привлекли наконец внимание Екатерины II. Эти слухи не были неосновательными. 1 июля 1778 года императрица писала московскому главнокомандующему, князю М. Н. Волконскому, что до неё дошли слухи о жестокостях и мучительствах Дмитриева-Мамонова над его крепостными, из которых многие принуждены были даже пускаться в бега. Из показаний этих беглых императрица заподозрила, что Дмитриев-Мамонов не в здравом рассудке.
Проведённое членами Юстиц-Коллегии следствие и освидетельствование его умственных способностей привели императрицу к заключению, что он, действительно, находится «вне здраваго рассудка», что подтверждала и жена Дмитриева-Мамонова, Александра Семёновна, урождённая княжна Волконская (род. 23 апреля 1733 — умерла в декабре 1793), жаловавшаяся на мотовство мужа (прожившего три четверти наследственного имения с 2000 душ). Вследствие всего этого над его имениями учреждали в 1779 году опеку, которая должна была собираемые доходы обращать на пользу Мамонову и его семье.
Умер Мамонов в Москве 27 марта 1805 года и погребён в Донском монастыре.
Приходился племянником сенатору И. И. Дмитриеву-Мамонову-старшему.
Граф А. М. Дмитриев-Мамонов(1758—1803; один из фаворитов Екатерины II, генерал-адъютант и генерал-поручик) приходился Фёдору Ивановичу троюродным племянником.

Единственный сын Ф. И. Дмитриева-Мамонова — Иван Фёдорович — дослужился до генерал-майора (умер в начале 1812 года).

## Сочинения
- «Дворянин-философ. Аллегория» (1769)
- «Эпистола от генерала к его подчиненным или генерал в поле с своим войском» — М., 1770, ;
- «Слава России или собрание медалей дел Петра Великого и ещё некоторые. 1770 года, июня 4 дня» (переиздана в Москве в 1783 под заглавием: «Слава России или собрание медалей, означающих дела Петра Великого и другие некоторые. Сея книга сочинена с медалей, находящихся в кабинете бригадира Ф. И. Дмитриева-Мамонова, и старанием и иждивением сего дворянина философа вырезана на медных досках» ;
- «Правила, по которым всякий офицер следуя, военную службу с удовольствием продолжать может», М. 1771 , изд. 2-е, М. 1788;
- «Любовь, поэма в 7 песнях. С. А. Дворянина-философа» М. 1771 г., изд. 2-е, Смоленск, 1796 г.;
- «Хронология, переведенная тщанием сочинителя философа-дворянина из науки, которую сочинил де-Шевеньи, дополнил де-Лимиер, для учения придворным, военным и статским знатным особам. С прибавлением к тому Китайской Хронологии, подражая Ломоносова и Эмина истории и летописи Несторовой», 2 ч., М. 1782.;